# Port de Barendrecht
Le port de Barendrecht (en néerlandais : Barendrechtse haven) est un petit bassin portuaire du port de la commune néerlandaise de Rotterdam. Situé entre la Sluisjesdijk et la Nouvelle Meuse, il est bordé par la côte orientale de l'entrée du port de Kortenoord (Kortenoordsehaven).
Le nom du bassin est une référence à la commune limitrophe de Rotterdam ; Barendrecht.